# Segunda batalla de Copenhague
La segunda batalla de Copenhague (16 de agosto al 5 de septiembre de 1807) fue un enfrentamiento naval llevado a cabo por la Marina Real británica contra la capital danesa, Copenhague.
El gobierno británico había decidido capturar la flota danesa para evitar que terminara cayendo en manos de Napoleón, y atacó Copenhague sin declaración de guerra previa. En aquellas fechas, el ejército danés, bajo el mando del príncipe Federico, defendía las fronteras del sur contra posibles ataques franceses, por lo que la defensa de Copenhague se encontraba extremadamente limitada.
Las tropas británicas del general Wellesley, duque de Wellington, derrotaron a las débiles defensas danesas cerca de la localidad de Køge, al sur de Copenhague. En solo unos días, Copenhague se encontraba rodeada por completo.
Los británicos ofrecieron aceptar la rendición danesa, pero tras la negativa de estos, la flota británica del almirante James Gambier bombardeó la ciudad desde el 2 al 5 de septiembre de 1807. El día 7, el general danés Peymann rindió tanto la ciudad como la flota (18 navíos, una fragata, una barcaza, dos barcos, dos corbetas, 7 bergantines artillados, 2 bergantines, una goleta y veinticinco cañoneras) a las abrumadoramente superiores fuerzas británicos y de Hannover, estas bajo el mando del general Lord Cathcart. Además fueron destruidos tres navíos de 74 cañones que se encontraban en los astilleros, junto con dos de los navíos antes citados, la fragata y la barcaza.
En esta acción más de 2000 civiles perdieron la vida, y el 30 % de los edificios de la ciudad de Copenhague fueron destruidos. El 21 de octubre de 1807, la flota británica dejó Copenhague junto a sus barcos apresados con destino al Reino Unido de Gran Bretaña e Irlanda, aunque la guerra continuó hasta 1814, cuando se firmó el Tratado de Kiel.
El buque danés Neptuno encalló y fue incendiado en la isla de Hven, y una tormenta hundió 22 de las cañoneras en Kattegat. De los buques que llegaron a Inglaterra, solo 4 (Christian VII 80, Dannemark 74, Norge 74 y el Princess Carolina 74) pudieron prepararse para entrar en servicio.